# James Pond 2: Codename Robocod
James Pond 2: Robocod is een computerspel dat werd ontwikkeld door Vectordean en uitgebracht door Electronic Arts. Het spel kwam in 1991 uit voor verschillende homecomputers, zoals de Commodore Amiga, Atari ST en de Sega Mega Drive. Het spel is een zijwaarts scrollend platformspel waarbij soms ook verticaal gescrold wordt. De speler speelt het karakter James Pond. In elk level moet de speler twee pinguïns vinden om het einde te halen. Nadat twee werelden van elke drie sub-levels zijn gehaald moet een eindbaas vernietigd worden.

## Platforms
| Jaar | Platform                                                                     |
| ---- | ---------------------------------------------------------------------------- |
| 1991 | Amiga, Atari ST, Sega Mega Drive                                             |
| 1992 | Commodore 64                                                                 |
| 1993 | Acorn 32-bit, Amiga CD32, DOS, Game Boy, Game Gear, SEGA Master System, SNES |
| 2003 | PlayStation                                                                  |
| 2004 | Game Boy Advance                                                             |
| 2005 | Nintendo DS                                                                  |
| 2006 | PlayStation 2                                                                |
| 2019 | Nintendo Switch                                                              |

## Ontvangst
| Beoordeeld door                 | Platform           | Datum           | Score |
| ------------------------------- | ------------------ | --------------- | ----- |
| Atari ST User                   | Atari ST           | februari 1992   | 93%   |
| Sega Force                      | SEGA Master System | 4 november 1993 | 93%   |
| Génération 4                    | Sega Mega Drive    | november 1991   | 93%   |
| Computer and Video Games (CVG)  | Amiga              | november 1991   | 93%   |
| Amiga Format                    | Amiga CD32         | november 1993   | 85%   |
| Pelit                           | Amiga              | mei 1993        | 81%   |
| PC Games (Duitsland)            | DOS                | augustus 1993   | 78%   |
| Amiga Joker                     | Amiga              | december 1991   | 72%   |
| Game Zero                       | Game Gear          | december 1993   | 72%   |
| Electronic Gaming Monthly (EGM) | Amiga CD32         | januari 1994    | 55%   |